# Vrelo Bosne
Vrelo Bosne je izvor u središnjoj Bosni i Hercegovini. Kako samo ime kaže, na tom mjestu izvire rijeka Bosna, značajan vodotok za mikroregije kroz koje teče, a i za cijelu BiH. Vrelo Bosne je među najpoznatijim prirodnim atrakcijama Bosne i Hercegovine.
Smješteno je u širem području Sarajeva, na periferiji, pored Ilidže. 
Zbog neodržavanja turističkih i inih resursa tijekom 1990-ih bilo je u velikoj mjeri zapušteno. Velika revitalizacija pokrenuta je 2000. godine, zahvaljujući lokalnim tinejdžerima, koji su uz potporu međunarodnih ekoloških organizacija vratili Vrelo Bosne u prijašnje stanje.